# Liste des châteaux du Loiret

Le département du Loiret sur une carte de France

La liste des châteaux du Loiret recense de manière non exhaustive les châteaux au sens large du terme (motte castrale, châteaux de défense ou d'agrément, maisons fortes, hôtels particuliers, maisons de plaisance vastes et magnifiques) situés sur le territoire du département français du Loiret en région Centre-Val de Loire.
Il est fait mention du statut des édifices dans la base Mérimée contenant des informations provenant du service des monuments historiques (MH) et de l'inventaire général du patrimoine culturel.

## Liste
| Icône            | Signification    | Abréviations             | Abréviations                  | Abréviations             | Abréviations           |
| ---------------- | ---------------- | ------------------------ | ----------------------------- | ------------------------ | ---------------------- |
| Château fort     | Château fort     | = Bastide                | = Ferme fortifiée             | = Maison forte           | = (Néo-)Palladianisme  |
| Renaissance      | Renaissance      | = Château gascon         | = Folie (montpelliéraine)     | = Manoir, Gentilhommière | = Résidence épiscopale |
| Domaine viticole | Domaine viticole | = Classicisme, classique | = Forteresse, fort(ification) | = Maison (noble)         | = Style Beaux-Arts     |
| Palais           | Palais           | = Commanderie            | = Gothique (flamboyant)       | = Néo-baroque            | = Style Second Empire  |
| Ruine ou disparu | Ruine, disparu   | = Château pinardier      | = Hôtel particulier           | = Néo-classique          | = Style italianisant   |
|                  |                  | = Demeure seigneuriale   | ... = Style Louis XII...XVI   | = Néo-gothique           | = Style troubadour     |
|                  |                  | = Éclectisme             | = Logis (seigneurial)         | = Néo-Renaissance        | = Villa (de Nice)      |
| Baroque, rococo  | Baroque, rococo  | = Édifice religieux      | = Motte castrale/féodale      | = Pavillon de chasse     | = Styles du XXe siècle |

| Type                                          | Château                                            | Commune                           | Protection | Notes | Coordonnées                 | Illustration |
| --------------------------------------------- | -------------------------------------------------- | --------------------------------- | --- | --- | --------------------------- | ------------ |
| Manoir, gentilhommière · Néo-gothique         | Château d'Adon                                     | Adon                              | | XVIIe et XVIIIe siècles, 1887, privé                                                                             | 47° 45′ 42″ N, 2° 47′ 42″ E |              |
| Ruine ou disparu                              | Château des Aisses                                 | La Ferté-Saint-Aubin              | Notice no IA00013057 | XIXe siècle, détruit, parc, orangerie                                                                            | 47° 41′ 42″ N, 1° 57′ 46″ E |              |
| Manoir, gentilhommière                        | Château d'Allou                                    | Sandillon                         | | Moyen Âge, XIXe siècle, privé, habitation                                                                        | 47° 50′ 16″ N, 2° 02′ 13″ E |              |
| Château fort · Renaissance                    | Château d'Alosse                                   | Marcilly-en-Villette              | Notice no IA00013119 | Moyen Âge, XVIe et XIXe siècles, privé                                                                           | 47° 45′ 58″ N, 2° 03′ 59″ E |              |
| Château fort · Classicisme, classique         | Château d'Amoy                                     | Oison                             | Inscrit MH (2010) · Notice no PA45000037 | Moyen Âge, XVIIe et XIXe siècles, privé                                                                          | 48° 08′ 34″ N, 1° 59′ 14″ E |              |
| Château fort · Classicisme, classique         | Château de l'Ardoise                               | La Chapelle-Saint-Mesmin          | | Moyen Âge, XVIe et XVIIIe siècles, privé, habitation                                                             | 47° 52′ 39″ N, 1° 49′ 23″ E |              |
| Renaissance                                   | Château de l'Ardoise                               | Pithiviers                        | Inscrit MH (1956) · Notice no PA00098987 | XVIe siècle, privé                                                                                               | 48° 10′ 20″ N, 2° 15′ 28″ E |              |
| Château fort · Manoir, gentilhommière         | Château d'Arrabloy                                 | Arrabloy (Gien)                   | Inscrit MH (1926) · Notice no PA00098787 | XIIIe siècle, privé, habitation                                                                                  | 47° 42′ 13″ N, 2° 42′ 41″ E |              |
| Château fort                                  | Château d'Assay                                    | Beaulieu-sur-Loire                | Inscrit MH (1957) · Notice no PA00098703 | XVe et XVIIIe siècles, privé                                                                                     | 47° 33′ 48″ N, 2° 47′ 17″ E |              |
|                                               | Château d'Audeville                                | Audeville                         | | détruit en 1817                                                                                                  | 48° 16′ 44″ N, 2° 14′ 16″ E |              |
| Château fort · Classicisme, classique         | Château d'Augerville                               | Augerville-la-Rivière             | Inscrit MH (1976) · Notice no PA00098680 | XIIe et XVe siècles, XVIIe siècle, privé, hôtel et golf                                                          | 48° 15′ 04″ N, 2° 26′ 20″ E |              |
| Néo-gothique                                  | Château des Aulnettes                              | La Ferté-Saint-Aubin              | Notice no IA00013058 | XIXe siècle, privé                                                                                               | 47° 42′ 15″ N, 1° 53′ 14″ E |              |
|                                               | Château de Baffou                                  | Viglain                           | | 1830, privé | 47° 44′ 43″ N, 2° 18′ 24″ E |              |
|                                               | Château des Ballus                                 | La Chapelle-sur-Aveyron           | Notice no IA00124324 | XIXe siècle, privé                                                                                               | 47° 51′ 51″ N, 2° 51′ 10″ E |              |
|                                               | Château de Bardy                                   | Pithiviers                        | Notice no IA45000302 | XVIIIe siècle, détruit                                                                                           |                             |              |
|                                               | Château de Bardy                                   | Sandillon                         | | XIXe siècle, privé, habitation                                                                                   |                             |              |
|                                               | Château des Barres 1                               | Nogent-sur-Vernisson              | Notice no IA00124267 | XVIIIe siècle, État français, Arboretum national des Barres                                                      | 47° 50′ 09″ N, 2° 45′ 43″ E |              |
|                                               | Château des Barres 2                               | Nogent-sur-Vernisson              | Notice no IA00124266 | XVIIIe siècle, État français, Arboretum national des Barres                                                      | 47° 50′ 09″ N, 2° 45′ 43″ E |              |
|                                               | Château de Baule                                   | Baule                             | Notice no IA45000069 | XVIIIe siècle, privé, institut médico-éducatif                                                                   | 47° 48′ 38″ N, 1° 40′ 40″ E |              |
|                                               | Château de Beauclair                               | Morville-en-Beauce                | | 1780, privé | 48° 15′ 37″ N, 2° 10′ 35″ E |              |
|                                               | Château de Beaudenin                               | Pressigny-les-Pins                | Notice no IA00124284 | XIXe siècle, privé, habitation                                                                                   | 47° 51′ 59″ N, 2° 46′ 21″ E |              |
| Château fort · Ruine ou disparu · Renaissance | Château de Beaugency (Château de Dunois)           | Beaugency                         | Inscrit MH (1925) · Classé MH (1926) · Notice no PA00098690 · Notice no IA45000134 · Notice no IA45000135 · Notice no IA45000136 · Notice no IA45000137 · Notice no M0279 | Moyen Âge, XVIe et XVIIe siècles                                                                                 | 47° 46′ 40″ N, 1° 38′ 00″ E |              |
|                                               | Château de Beaulieu-sur-Loire                      | Beaulieu-sur-Loire                | Notice no PA00098705 | XIVe siècle, ville de Beaulieu-sur-Loire, culte                                                                  | 47° 32′ 36″ N, 2° 49′ 03″ E |              |
|                                               | Château de Beauregard                              | Courcy-aux-Loges                  | Notice no IA45000305 | XIXe siècle, privé                                                                                               |                             |              |
|                                               | Château de Beauregard                              | Viglain                           | Notice no IA00013375 | XVIe siècle, privé                                                                                               | 47° 43′ 22″ N, 2° 17′ 50″ E |              |
|                                               | Château de Bellecour                               | Pithiviers                        | Notice no IA45000247 | 1695-1697, commune de Pithiviers                                                                                 | 48° 10′ 02″ N, 2° 15′ 14″ E |              |
|                                               | Château de Bellecour (la Renardière, l'Arvaudière) | Sainte-Geneviève-des-Bois         | Notice no IA00124292 | XVIIIe siècle, privé                                                                                             |                             |              |
|                                               | Château de Bellefontaine                           | La Ferté-Saint-Aubin              | Notice no IA00013642 | XIXe siècle, privé                                                                                               | 47° 43′ 51″ N, 1° 56′ 18″ E |              |
|                                               | Château de Bellegarde                              | Bellegarde                        | Inscrit MH (1928, 1937, 1969) · Notice no PA00098709 | XIVe siècle | 47° 59′ 13″ N, 2° 26′ 31″ E |              |
|                                               | Château de Bellevue                                | Nogent-sur-Vernisson              | Notice no IA00124274 | XVIIIe siècle, privé                                                                                             | 47° 49′ 37″ N, 2° 44′ 00″ E |              |
|                                               | Château de Bennes                                  | Montbouy                          | Notice no IA00124248 | XVe siècle, privé                                                                                                | 47° 50′ 12″ N, 2° 48′ 38″ E |              |
|                                               | Château de la Beuvronne                            | La Ferté-Saint-Aubin              | Notice no IA00013060 | XIXe siècle, privé                                                                                               | 47° 40′ 59″ N, 1° 58′ 36″ E |              |
| Manoir, gentilhommière                        | Château des Bezards                                | Sainte-Geneviève-des-Bois         | | XIXe siècle | 47° 48′ 24″ N, 2° 44′ 44″ E |              |
|                                               | Château de la Bohardière                           | La Ferté-Saint-Aubin              | Notice no IA00013061 | XIXe siècle, privé                                                                                               | 47° 44′ 19″ N, 1° 58′ 49″ E |              |
| Néo-classique                                 | Château de Boigny (Château de la Salle)            | Boigny-sur-Bionne                 | | XIXe siècle, disparu                                                                                             | 47° 55′ 24″ N, 1° 59′ 51″ E |              |
|                                               | Château de Boisgibault                             | Ardon                             | Inscrit MH (2001) · Notice no PA45000020 · Notice no IA00013024 | XVIIe siècle, privé, habitation                                                                                  | 47° 47′ 18″ N, 1° 52′ 00″ E |              |
|                                               | Château du Bois-Joli (des Paillards)               | Sainte-Geneviève-des-Bois         | Notice no IA00124295 | XVIIIe siècle, privé                                                                                             | 47° 49′ 06″ N, 2° 47′ 32″ E |              |
| Château fort                                  | Château de Bondaroy                                | Bondaroy                          | Inscrit MH (1974) · Notice no PA00098716 · Notice no IA45000252 | XIVe siècle, privé, habitation                                                                                   | 48° 10′ 36″ N, 2° 16′ 44″ E |              |
|                                               | Château de Bon-Hôtel                               | Ligny-le-Ribault                  | Inscrit MH (1991) · Notice no PA00099053 · Notice no IA00013095 | XIXe siècle, privé                                                                                               | 47° 41′ 03″ N, 1° 45′ 12″ E |              |
|                                               | Château des Bordes                                 | Lailly-en-Val                     | Notice no IA45000129 | XIXe siècle, détruit, Marcel Bich                                                                                |                             |              |
|                                               | Château du Bouchet                                 | Dry                               | Notice no IA00013241 | XIXe siècle, privé                                                                                               | 47° 47′ 11″ N, 1° 42′ 15″ E |              |
|                                               | Château de Bouville                                | Estouy                            | Notice no IA45000308 | XVIIe siècle, privé                                                                                              | 48° 11′ 13″ N, 2° 21′ 08″ E |              |
|                                               | Château de Briquemault                             | Sainte-Geneviève-des-Bois         | Notice no IA00124291 | XIIIe siècle, privé, vestiges                                                                                    |                             |              |
|                                               | Château de Brenne                                  | Isdes                             | Notice no IA00013310 | XVIIe siècle, privé                                                                                              | 47° 39′ 38″ N, 2° 17′ 40″ E |              |
|                                               | Château de la Bretauche                            | Chécy                             | | XVIIIe siècle, privé, habitation                                                                                 | 47° 54′ 43″ N, 2° 02′ 50″ E |              |
|                                               | Château du Brochard                                | Sainte-Geneviève-des-Bois         | Notice no IA00124296 | XVIIIe siècle, privé                                                                                             | 47° 49′ 39″ N, 2° 49′ 12″ E |              |
|                                               | Château de la Brosse                               | Neuvy-en-Sullias                  | Notice no IA00013544 | XVIIe siècle, privé                                                                                              | 47° 45′ 26″ N, 2° 15′ 39″ E |              |
|                                               | Château de la Brosse                               | Vrigny                            | Notice no IA45000310 | XVIIe siècle, privé                                                                                              | 48° 04′ 44″ N, 2° 14′ 14″ E |              |
|                                               | Château du Bruel                                   | Marcilly-en-Villette              | Notice no IA00013126 | XVIIe siècle, privé                                                                                              | 47° 48′ 27″ N, 2° 03′ 04″ E |              |
|                                               | Château de la Brûlerie                             | Douchy-Montcorbon                 | Inscrit MH (1948) · Notice no PA00098767 | XIXe siècle, privé, détruit                                                                                      | 47° 56′ 57″ N, 3° 01′ 54″ E |              |
|                                               | Château de la Buffière                             | Viglain                           | - | 1830, privé | 47° 43′ 51″ N, 2° 20′ 13″ E |              |
|                                               | Château de Buglain                                 | Ardon                             | Notice no IA00013027 | XIXe siècle, privé, habitation                                                                                   | 47° 45′ 45″ N, 1° 52′ 10″ E |              |
|                                               | Château du Buisson                                 | Sainte-Geneviève-des-Bois         | Notice no IA00124293 | XIXe siècle, privé                                                                                               | 47° 50′ 02″ N, 2° 47′ 02″ E |              |
|                                               | Château des Buissons                               | Sully-sur-Loire                   | Notice no IA00013415 | XIXe siècle, privé                                                                                               | 47° 43′ 54″ N, 2° 22′ 31″ E |              |
|                                               | Château de La Bussière                             | La Bussière                       | Inscrit MH (1993) · Classé MH (1995) · Notice no PA00098726 | XVIe siècle, privé, habitation, musée de la pêche                                                                | 47° 44′ 50″ N, 2° 44′ 52″ E |              |
|                                               | Château de la Caille                               | Tigy                              | Notice no IA00013586 | XIXe siècle, privé                                                                                               |                             |              |
|                                               | Château de la Cantée                               | Ligny-le-Ribault                  | Notice no IA00013097 | XVIIIe siècle, privé                                                                                             |                             |              |
|                                               | Château de Cerf-Bois                               | Marcilly-en-Villette              | Notice no IA00013127 | XIXe siècle, privé                                                                                               | 47° 45′ 56″ N, 2° 05′ 25″ E |              |
| Château fort                                  | Château de Chamerolles                             | Chilleurs-aux-Bois                | Classé MH (1927) · Inscrit MH (2016) · Notice no PA00098753 | XVIe siècle, Conseil général du Loiret, visite et musée des parfums                                              | 48° 03′ 37″ N, 2° 09′ 51″ E |              |
|                                               | Château de Champmoreau                             | Lorcy                             | Notice no IA00013752 | XVIe siècle, privé                                                                                               |                             |              |
|                                               | Château de Champoulet                              | Champoulet                        | | |                             |              |
|                                               | Château de Champvallin                             | Sandillon                         | Notice no IA00013563 | XVIIe siècle, privé, habitation, réceptions                                                                      | 47° 50′ 46″ N, 2° 00′ 13″ E |              |
| Ruine ou disparu                              | Château de Changy-les-Bois                         | Varennes-Changy                   | | privé, ruines |                             |              |
| Maison (noble)                                | Château de la Chanterie                            | Jargeau                           | | Office de tourisme                                                                                               | 47° 51′ 56″ N, 2° 07′ 20″ E |              |
|                                               | Château des Chapelles                              | Marcilly-en-Villette              | Notice no IA00013128 | XIXe siècle, privé                                                                                               | 47° 47′ 00″ N, 2° 03′ 33″ E |              |
|                                               | Château de Charbonnière                            | Saint-Jean-de-Braye               | | XIXe siècle, ville d'Orléans, mariages, séminaires, expositions                                                  | 47° 56′ 13″ N, 1° 59′ 24″ E |              |
|                                               | Château de Chartraine                              | La Ferté-Saint-Aubin              | Notice no IA00013062 | XIXe siècle, privé                                                                                               |                             |              |
|                                               | Château de Chaselle                                | La Ferté-Saint-Aubin              | Notice no IA00013643 | XIXe siècle, privé                                                                                               |                             |              |
|                                               | Château de Châteauneuf-sur-Loire                   | Châteauneuf-sur-Loire             | Classé MH (1927, 1942) · Notice no PA00098736 | XVIIe siècle, Ville de Châteauneuf-sur-Loire, Hôtel de ville                                                     | 47° 51′ 51″ N, 2° 13′ 00″ E |              |
| Ruine ou disparu                              | Château de Château-Renard                          | Château-Renard                    | Classé MH (1911) · Notice no PA00098739 | ville de Château-Renard, ruines                                                                                  | 47° 56′ 01″ N, 2° 55′ 43″ E |              |
| Ruine ou disparu                              | Château de Châtillon-Coligny                       | Châtillon-Coligny                 | Inscrit MH (1930) · Classé MH (1949) · Notice no PA00098744 · Notice no IA00124207                                                                                        | XIe siècle, privé, ruines                                                                                        |                             |              |
|                                               | Château de Chemault                                | Boiscommun                        | Notice no IA00013718 | XVe siècle, privé, détruit, reste les communs                                                                    |                             |              |
|                                               | Château de Chenailles                              | Saint-Denis-de-l'Hôtel            | | XVIe siècle, privé, habitation                                                                                   | 47° 52′ 22″ N, 2° 09′ 27″ E |              |
|                                               | Château de Chenevières                             | Montbouy                          | Notice no IA00124249 | XXe siècle, privé                                                                                                |                             |              |
|                                               | Château de Chevrières                              | Saint-Benoît-sur-Loire            | inventorié | privé | 47° 48′ 40″ N, 2° 18′ 22″ E |              |
|                                               | Château de Cendray                                 | Jouy-le-Potier                    | Notice no IA00013261 | XVIIIe siècle, privé, habitation                                                                                 | 47° 45′ 14″ N, 1° 48′ 08″ E |              |
| Néo-classique                                 | Château de Cerdon                                  | Cerdon                            | Notice no IA00013291 | XIXe siècle | 47° 38′ 13″ N, 2° 21′ 49″ E |              |
|                                               | Château de la Cherelle                             | Jargeau                           | | ville de Jargeau, école de musique                                                                               | 47° 51′ 56″ N, 2° 06′ 57″ E |              |
|                                               | Château de Cherupeaux                              | Tigy                              | Notice no IA00013588 | XIXe siècle, privé                                                                                               |                             |              |
|                                               | Château de Chevau                                  | La Ferté-Saint-Aubin              | Notice no IA00013063 | XIXe siècle, privé, habitation                                                                                   | 47° 44′ 25″ N, 1° 54′ 55″ E |              |
|                                               | Château de Chevilly                                | Chevilly                          | Classé MH (1965) · Inscrit MH (1965, 1967) · Notice no PA00098751 · Notice no IA45000910                                                                                  | XVIIIe siècle, privé, habitation                                                                                 | 48° 01′ 09″ N, 1° 52′ 54″ E |              |
|                                               | Château de Chilly                                  | Marcilly-en-Villette              | Notice no IA00013130 | XVIIIe siècle, privé                                                                                             | 47° 47′ 15″ N, 1° 58′ 59″ E |              |
|                                               | Château du Ciran                                   | Ménestreau-en-Villette            | Notice no IA00013166 | XIXe siècle, Association pour la fondation Sologne, Conservatoire de la faune sauvage de Sologne                 |                             |              |
|                                               | Château de Claireau                                | Sully-la-Chapelle                 | | privé, habitation                                                                                                |                             |              |
| Classicisme, classique                        | Château du Clos-de-Saint-Loup                      | Saint-Jean-de-Braye               | Notice no IA45002844 | | 47° 54′ 11″ N, 1° 56′ 36″ E |              |
|                                               | Château de Coligny                                 | Châtillon-Coligny                 | Inscrit MH (1930) · Classé MH (1949) · Notice no PA00098744 · Notice no IA00124207                                                                                        | XIIe siècle, privé                                                                                               |                             |              |
|                                               | Château de Combreux                                | Combreux                          | | | 47° 57′ 31″ N, 2° 18′ 19″ E |              |
|                                               | Château de Coquille                                | Saint-Jean-de-Braye               | Notice no PA45000038 | |                             |              |
|                                               | Château de Cormes                                  | Saint-Cyr-en-Val                  | Inscrit MH (1971) · Notice no PA00099003 | XVIe siècle, privé, habitation                                                                                   | 47° 48′ 16″ N, 1° 56′ 15″ E |              |
|                                               | Château de Cossoles                                | Chevilly                          | | XVIIIe siècle, privé, habitation                                                                                 | 48° 01′ 13″ N, 1° 55′ 34″ E |              |
| Classicisme, classique                        | Château de Coulon                                  | Neuvy-en-Sullias                  | | | 47° 45′ 26″ N, 2° 15′ 39″ E |              |
|                                               | Château de la Cour                                 | Ligny-le-Ribault                  | Notice no IA00013101 | XVIIe siècle, privé                                                                                              |                             |              |
|                                               | Château de Courcelles-le-Roi                       | Courcelles-le-Roi                 | Inscrit MH (1931) · Notice no PA00098759 · Notice no IA00013724 | privé | 48° 05′ 31″ N, 2° 18′ 49″ E |              |
|                                               | Château de Courcelles-le-Roy                       | Beaulieu-sur-Loire                | Inscrit MH (1986) · Notice no PA00098704 | privé | 47° 33′ 01″ N, 2° 45′ 39″ E |              |
|                                               | Château de Courcy-aux-Loges                        | Courcy-aux-Loges                  | Notice no IA45000317 | XVIe siècle, privé                                                                                               |                             |              |
|                                               | Château de Courtail                                | Sennely                           | Notice no IA00013193 | XIXe siècle, privé                                                                                               |                             |              |
|                                               | Château de Cuissy                                  | Lion-en-Sullias                   | Classé MH (1978) · Inscrit MH (1978) · Notice no PA00098804 · Notice no IA00013335                                                                                        | XVIIe siècle, privé                                                                                              |                             |              |
|                                               | Château de Dammarie-en-Puisaye                     | Dammarie-en-Puisaye               | Inscrit MH (1987) · Notice no PA00098762 | XIIe siècle, privé                                                                                               | 47° 37′ 37″ N, 2° 52′ 20″ E |              |
|                                               | Château de Dampierre-en-Burly                      | Dampierre-en-Burly                | Inscrit MH (1928) · Notice no PA00098764 | XVIIe siècle, privé                                                                                              | 47° 45′ 35″ N, 2° 30′ 55″ E |              |
|                                               | Château de Denainvilliers                          | Dadonville                        | Inscrit MH (1969, 1988) · Classé MH (1988) · Notice no PA00098761 | XIVe siècle, privé                                                                                               |                             |              |
|                                               | Château de l'Émerillon                             | Cléry-Saint-André                 | Notice no IA00013229 | XVIIe siècle, privé                                                                                              |                             |              |
|                                               | Château d'Enzanville                               | Sermaises                         | | XIIe siècle, privé                                                                                               |                             |              |
|                                               | Château d'Escrennes                                | Escrennes                         | Notice no IA45000248 | XVIIe siècle |                             |              |
|                                               | Château des Essarts                                | Marsainvilliers                   | Inscrit MH (2006, 2007) · Notice no PA45000031 | XVe siècle, privé                                                                                                |                             |              |
|                                               | Château de la Ferté                                | Amilly Conflans-sur-Loing         | | XVIIe siècle | 47° 57′ 28″ N, 2° 46′ 31″ E |              |
|                                               | Château de la Ferté                                | La Ferté-Saint-Aubin              | Classé MH (1961) · Inscrit MH (1995) · Notice no PA00098776 · Notice no IA00013039 · Notice no IA45000913                                                                 | XVIe siècle, privé, visite                                                                                       | 47° 43′ 35″ N, 1° 56′ 36″ E |              |
|                                               | Château de Flotin                                  | Nibelle                           | Notice no IA00013801 | XIXe siècle, privé                                                                                               |                             |              |
|                                               | Château de la Folie-Joinville                      | Pithiviers                        | Notice no IA45000332 | XVIIIe siècle, privé                                                                                             |                             |              |
|                                               | Château de La Fontaine                             | Olivet                            | | privé, habitation                                                                                                | 47° 52′ 20″ N, 1° 52′ 48″ E |              |
|                                               | Château des Fontaines                              | La Ferté-Saint-Aubin              | Notice no IA00013644 | XIXe siècle, privé                                                                                               | 47° 41′ 11″ N, 1° 55′ 04″ E |              |
|                                               | Château de Fontpertuis                             | Lailly-en-Val                     | Notice no IA45000081 | XVIIIe siècle, Fonds humanitaire polonais, Maison de retraite                                                    | 47° 46′ 00″ N, 1° 40′ 59″ E |              |
|                                               | Château de la Forêt                                | Montcresson                       | Inscrit MH (1986) · Notice no PA00098826 · Notice no IA00124261 | XIIe siècle, privé                                                                                               | 47° 53′ 38″ N, 2° 49′ 13″ E |              |
| Classicisme, classique                        | Château de la Fosse Belaude                        | Saint-Jean-de-Braye               | | XVIIe siècle | 47° 55′ 07″ N, 1° 57′ 29″ E |              |
|                                               | Château de la Frogerie                             | Ligny-le-Ribault                  | Notice no IA00013102 | XIXe siècle, privé                                                                                               |                             |              |
|                                               | Château du Gamereau                                | Sandillon                         | Notice no IA00013566 | XVIIe siècle, privé                                                                                              |                             |              |
|                                               | Château de la Garenne                              | Barville-en-Gâtinais              | Notice no IA00013657 | XVe siècle, privé                                                                                                |                             |              |
|                                               | Château des Gaschetières                           | Lailly-en-Val                     | Notice no IA45000084 | XVIIe siècle |                             |              |
|                                               | Château de la Gaudinière                           | Égry                              | Notice no IA00013727 | XVe siècle, privé                                                                                                |                             |              |
|                                               | Château de Gautray                                 | Saint-Cyr-en-Val                  | | |                             |              |
|                                               | Château des Gévrils                                | Dammarie-sur-Loing                | Notice no IA00124230 | XIXe siècle, privé                                                                                               |                             |              |
|                                               | Château de Gien                                    | Gien                              | Classé MH (1840) · Notice no PA00098784 · Notice no M0282 | XIVe siècle, conseil départemental du Loiret, château-musée de Gien : chasse, histoire et nature en Val de Loire | 47° 41′ 06″ N, 2° 37′ 54″ E |              |
| Classicisme, classique                        | Château du Giloy                                   | Neuvy-en-Sullias                  | | | 47° 46′ 15″ N, 2° 13′ 27″ E |              |
|                                               | Château des Giraults                               | Montbouy                          | Notice no IA00124250 | XXe siècle, privé                                                                                                |                             |              |
| Maison (noble)                                | Château des Godeaux                                | Sainte-Geneviève-des-Bois         | Notice no IA00124298 | XIXe siècle | 47° 49′ 43″ N, 2° 45′ 23″ E |              |
|                                               | Château de la Goronnière                           | La Ferté-Saint-Aubin              | Notice no IA00013065 | XIXe siècle, privé                                                                                               |                             |              |
|                                               | Château du Grand-Reigneville                       | Yèvre-la-Ville                    | Notice no IA45000340 | XVIIe siècle, privé, vestiges                                                                                    |                             |              |
|                                               | Château du Grand-Val                               | Cerdon                            | Notice no IA00013291 | XIXe siècle, privé                                                                                               |                             |              |
|                                               | Château des Grands-Bois                            | Ménestreau-en-Villette            | Notice no IA00013170 | XIXe siècle, privé                                                                                               |                             |              |
|                                               | Château de la Grisonnière                          | La Ferté-Saint-Aubin              | Notice no IA00013068 | XIXe siècle, privé                                                                                               |                             |              |
|                                               | Hôtel Groslot                                      | Orléans                           | Classé MH (1862) · Notice no PA00098851 | XVIe siècle, ville d'Orléans, Salle des mariages, visites                                                        | 47° 54′ 09″ N, 1° 54′ 31″ E |              |
|                                               | Château du Gué-Gaillard                            | Férolles                          | Notice no IA00013484 | XVIIe siècle, privé                                                                                              | 47° 49′ 15″ N, 2° 05′ 47″ E |              |
|                                               | Château de la Guette                               | Nibelle                           | Notice no IA00013803 | XIXe siècle, privé                                                                                               |                             |              |
|                                               | Château du Hallier                                 | Nibelle                           | Inscrit MH (1967) · Notice no PA00098833 · Notice no IA00013805 | XVIe siècle, privé                                                                                               | 48° 01′ 01″ N, 2° 18′ 42″ E |              |
|                                               | Château des Hauts                                  | La Chapelle-Saint-Mesmin          | | XVe siècle, Pentalog, Siège social                                                                               | 47° 53′ 12″ N, 1° 50′ 25″ E |              |
|                                               | Château de la Houssaye                             | Marcilly-en-Villette              | Notice no IA00013138 | XIXe siècle, privé                                                                                               | 47° 45′ 43″ N, 2° 01′ 44″ E |              |
|                                               | Château de la Huardière                            | Sully-sur-Loire                   | Notice no IA00013419 | XIXe siècle, privé, habitation                                                                                   | 47° 46′ 42″ N, 2° 19′ 58″ E |              |
| Château fort · Renaissance                    | Château de Huisseau-sur-Mauves                     | Huisseau-sur-Mauves               | Inscrit MH (1970) · Notice no PA00098795 | XIIe et XVe siècles, privé                                                                                       | 47° 53′ 34″ N, 1° 42′ 18″ E |              |
|                                               | Château de l'Infermat-d'en-haut                    | Saint-Maurice-sur-Aveyron         | Notice no IA00124305 | XIIe siècle, vestiges                                                                                            |                             |              |
| Renaissance · Ruine ou disparu                | Château de l'Isle                                  | Saint-Denis-en-Val                | Inscrit MH (1925) · Notice no PA00099004 | XVIe siècle, Association de sauvegarde du château de l’Isle                                                      | 47° 53′ 18″ N, 1° 59′ 40″ E |              |
|                                               | Château de Jarnonce                                | Vitry-aux-Loges                   | | XVe siècle, Forêt domaniale d'Orléans (État français), détruit, reste les fossés                                 |                             |              |
|                                               | Château de la Javelière                            | Montbarrois                       | Notice no IA00013761 | XVIIe siècle, privé                                                                                              |                             |              |
|                                               | Château de la Jonchère                             | Saint-Cyr-en-Val                  | | |                             |              |
|                                               | Château des Landes                                 | La Ferté-Saint-Aubin              | Notice no IA00013069 | XIXe siècle, Korian, Maison de retraite                                                                          | 47° 40′ 28″ N, 1° 58′ 30″ E |              |
|                                               | Château de Latingy                                 | Mardié                            | | | 47° 52′ 36″ N, 2° 04′ 57″ E |              |
|                                               | Château de Lorris                                  | Montargis                         | Classé MH (1908) · Notice no PA00098822 | public |                             |              |
|                                               | Château de Louan                                   | Ménestreau-en-Villette            | Notice no IA00013176 | XIXe siècle, privé                                                                                               |                             |              |
|                                               | Château du Lude                                    | Jouy-le-Potier                    | Inscrit MH (2002) · Notice no PA45000021 · Notice no IA00013260 | XVe siècle, privé                                                                                                | 47° 43′ 01″ N, 1° 50′ 47″ E |              |
|                                               | Château du Luet                                    | Vannes-sur-Cosson                 | Notice no IA00013612 | Famille Bouygues, détruit                                                                                        | 47° 45′ 05″ N, 2° 13′ 17″ E |              |
|                                               | Château de la Luzerne                              | Chambon-la-Forêt                  | Inscrit MH (1986) · Notice no PA00098730 · Notice no IA00013706 | XVIe siècle, privé                                                                                               |                             |              |
|                                               | Château de la Luzière                              | La Ferté-Saint-Aubin              | Notice no IA00013070 | XIXe siècle, privé                                                                                               | 47° 42′ 03″ N, 1° 53′ 07″ E |              |
|                                               | Château des Madères                                | Ardon                             | Notice no IA00013029 | XIXe siècle, privé, habitation                                                                                   | 47° 43′ 59″ N, 1° 53′ 27″ E |              |
|                                               | Château de Malesherbes                             | Le Malesherbois                   | Classé MH (1965, 1988) · Inscrit MH (1965, 1988) · Notice no PA00098810 · Notice no IA45000912                                                                            | XIVe siècle, privé                                                                                               | 48° 17′ 14″ N, 2° 24′ 57″ E |              |
| Manoir, gentilhommière                        | Château des Marais                                 | Meung-sur-Loire                   | | |                             |              |
| Renaissance · Ruine ou disparu                | Château des Marais                                 | Sandillon                         | | XVIe siècle, vestiges                                                                                            | 47° 49′ 20″ N, 2° 02′ 25″ E |              |
|                                               | Château de Mardereau                               | Cléry-Saint-André                 | Notice no IA00013230 | XVIIe siècle, privé                                                                                              |                             |              |
|                                               | Château du Mariau                                  | Meung-sur-Loire                   | | privé, habitation                                                                                                | 47° 49′ 45″ N, 1° 43′ 52″ E |              |
|                                               | Château Marie                                      | Gaubertin                         | Notice no IA00013732 | XIVe siècle, privé                                                                                               | 48° 07′ 23″ N, 2° 25′ 46″ E |              |
|                                               | Château de la Matholière                           | Tigy                              | Notice no IA00013590 | XVIIIe siècle, privé                                                                                             |                             |              |
|                                               | Château du Mazurais                                | Ménestreau-en-Villette            | Notice no IA00013177 | XIXe siècle, privé                                                                                               |                             |              |
|                                               | Château de Meung-sur-Loire                         | Meung-sur-Loire                   | Inscrit MH (1988) · Classé MH (1988, 2004) · Notice no PA00098818 | XIIe siècle, privé et commune de Meung-sur-Loire, visite                                                         | 47° 49′ 24″ N, 1° 41′ 39″ E |              |
| Ruine ou disparu                              | Château de Mez-le-Maréchal                         | Dordives                          | Inscrit MH (1940) · Notice no PA00098766 | XIIe siècle, privé                                                                                               | 48° 09′ 01″ N, 2° 47′ 32″ E |              |
|                                               | Château de Mézières-lez-Cléry                      | Mézières-lez-Cléry                | Notice no IA00013273 | XVIIe siècle, privé                                                                                              |                             |              |
| Classicisme, classique                        | Château de Miramion                                | Saint-Jean-de-Braye               | | XVIIe et XVIIIe siècles                                                                                          | 47° 55′ 00″ N, 1° 58′ 16″ E |              |
|                                               | Château de la Mivoie                               | Nogent-sur-Vernisson              | Notice no IA00124275 | XVIIIe siècle, privé                                                                                             |                             |              |
|                                               | Château de Mivoisin                                | Dammarie-sur-Loing                | Notice no IA00124228 | XVe siècle, privé                                                                                                |                             |              |
|                                               | Château de Molaine                                 | Tigy                              | Notice no IA00013593 | XVIIIe siècle, privé                                                                                             |                             |              |
|                                               | Château de Montargis                               | Montargis                         | | |                             |              |
|                                               | Château de Montberneaume                           | Yèvre-la-Ville                    | Notice no IA45000351 | XVIe siècle, privé, vestiges                                                                                     |                             |              |
|                                               | Château de Montesault                              | La Ferté-Saint-Aubin              | Notice no IA00013645 | XIXe siècle, privé                                                                                               |                             |              |
|                                               | Château de Montguignard                            | Pithiviers-le-Vieil               | Inscrit MH (1976) · Notice no PA00098990 · Notice no IA45000355 | XVe siècle, privé                                                                                                |                             |              |
|                                               | Château de Montizambert                            | Tigy                              | Notice no IA00013594 | XIXe siècle, privé                                                                                               |                             |              |
|                                               | Château de Montliard                               | Montliard                         | Inscrit MH (1988) · Notice no PA00098828 · Notice no IA00013773 | XVIe siècle, privé                                                                                               | 48° 01′ 05″ N, 2° 23′ 39″ E |              |
|                                               | Château de Montour                                 | Jouy-le-Potier                    | Notice no IA00013261 | XIXe siècle |                             |              |
| Classicisme, classique · Ruine ou disparu     | Château de Montpipeau                              | Huisseau-sur-Mauves               | | détruit | 47° 55′ 07″ N, 1° 41′ 41″ E |              |
|                                               | Château de Montvilliers                            | Escrennes                         | Notice no IA45000356 | XVIe siècle |                             |              |
|                                               | Château de Morchêne                                | Saint-Cyr-en-Val                  | | XXe siècle, ville de Saint-Cyr-en-Val, salle de réception                                                        | 47° 49′ 36″ N, 1° 58′ 03″ E |              |
|                                               | Château de la Motte                                | Château-Renard                    | Classé MH (1945) · Notice no PA00098740 | XVIIe siècle, privé                                                                                              |                             |              |
|                                               | Château de la Motte                                | Égry                              | Notice no IA00013728 | XVe siècle, privé                                                                                                |                             |              |
|                                               | Château de la Motte                                | Saint-Cyr-en-Val                  | | ville de Saint-Cyr-en-Val                                                                                        | 47° 50′ 01″ N, 1° 58′ 39″ E |              |
|                                               | Château de la Motte                                | Saint-Lyé-la-Forêt                | Inscrit MH (1968) · Notice no PA00099013 | XVIe siècle, privé                                                                                               |                             |              |
|                                               | Château de la Motte                                | Vienne-en-Val                     | Notice no IA00013628 | XIXe siècle, privé                                                                                               |                             |              |
|                                               | Château de la Motte                                | Vitry-aux-Loges                   | | XVe siècle-XIXe siècle, privé, habitation                                                                        |                             |              |
|                                               | Château de la Motte                                | Vrigny                            | Notice no IA45000359 | privé, détruit                                                                                                   |                             |              |
|                                               | Château de la Motte-Bastille                       | Juranville                        | Notice no IA00013744 | XVe siècle, privé                                                                                                |                             |              |
|                                               | Château de la Motte-Boulin                         | Saint-Michel                      | | |                             |              |
| Classicisme, classique                        | Château de la Motte-Bouquin                        | Olivet                            | | | 47° 52′ 07″ N, 1° 52′ 36″ E |              |
|                                               | Château de la Motte-Poirier                        | Montbarrois                       | Notice no IA00013763 | XVIIIe siècle, privé                                                                                             |                             |              |
| Classicisme, classique                        | Château de la Motte-Saint-Euverte                  | Saint-Jean-de-Braye               | | XVIIe siècle | 47° 55′ 01″ N, 2° 00′ 14″ E |              |
|                                               | Hôtel de la Motte-Sanguin                          | Orléans                           | Classé MH (1928) · Notice no PA00098852 | XVIIIe siècle, Groupe Villemain, Hébergement temporaire de chercheurs universitaires                             | 47° 53′ 59″ N, 1° 55′ 07″ E |              |
|                                               | Château de Mousseaux                               | Boynes                            | Notice no IA45000360 | XVe siècle-XVIIIe siècle, privé                                                                                  |                             |              |
|                                               | Château des Mousseaux                              | Montbouy                          | Notice no IA00124251 | XVIIe siècle, privé                                                                                              |                             |              |
|                                               | Château du Muguet                                  | Breteau                           | Inscrit MH (1991) · Notice no PA00099051 | XIXe siècle, privé                                                                                               | 47° 40′ 48″ N, 2° 52′ 26″ E |              |
|                                               | Château des Muids                                  | La Ferté-Saint-Aubin              | Notice no IA00013072 | XIXe siècle, privé                                                                                               | 47° 40′ 25″ N, 1° 58′ 09″ E |              |
|                                               | Château de Nacelle                                 | Yèvre-la-Ville                    | Notice no IA45000361 | XVIIIe siècle, privé                                                                                             |                             |              |
|                                               | Château de Nailly                                  | Dammarie-sur-Loing                | Notice no IA00124229 | XVe siècle, privé                                                                                                | 47° 47′ 37″ N, 2° 51′ 44″ E |              |
|                                               | Château de la Papinière                            | La Ferté-Saint-Aubin              | Notice no IA00013073 | XIXe siècle, privé                                                                                               | 47° 42′ 10″ N, 1° 54′ 55″ E |              |
|                                               | Petit château                                      | Autry-le-Châtel                   | Inscrit MH (1976) · Notice no PA00098680 | XVe siècle, privé, habitation                                                                                    |                             |              |
|                                               | Château du Pin                                     | Mérinville                        | | XVIe siècle, privé, habitation                                                                                   | 48° 05′ 14″ N, 2° 55′ 42″ E |              |
|                                               | Château du Plessis                                 | Vitry-aux-Loges                   | | privé, habitation                                                                                                |                             |              |
|                                               | Château de Pont-Chevron                            | Ouzouer-sur-Trézée                | Inscrit MH (1987) · Notice no PA00098982 | XIXe siècle, privé                                                                                               | 47° 41′ 23″ N, 2° 46′ 12″ E |              |
|                                               | Château de La Porte                                | Sandillon Saint-Cyr-en-Val        | Inscrit MH (1992) · Classé MH (1995) · Notice no PA00099055 · Notice no IA00013571                                                                                        | XVIIIe siècle, Claude Bébéar, habitation                                                                         | 47° 49′ 11″ N, 2° 00′ 15″ E |              |
|                                               | Château du Poutyl                                  | Olivet                            | | XVIIe siècle, Ville d'Olivet, théâtre                                                                            |                             |              |
|                                               | Château de Praslins                                | Nogent-sur-Vernisson              | Notice no IA00124273 | XIXe siècle, privé                                                                                               |                             |              |
|                                               | Château des Prateaux                               | Vienne-en-Val                     | Notice no IA00013630 | XIXe siècle, privé                                                                                               |                             |              |
|                                               | Château de la Prêche                               | Chécy                             | Inscrit MH (1961) · Notice no PA00098743 | XVIIe siècle - XIXe siècle, privé                                                                                |                             |              |
|                                               | Château de la Prée                                 | Mareau-aux-Bois                   | Notice no IA45000371 | XIXe siècle, privé, habitation                                                                                   |                             |              |
|                                               | Château de Prepinson                               | Vannes-sur-Cosson                 | Notice no IA00013615 | XIXe siècle, privé                                                                                               |                             |              |
|                                               | Château de Pressigny-les-Pins                      | Pressigny-les-Pins                | Notice no IA00124281 | XVIe siècle, privé                                                                                               |                             |              |
|                                               | Château de Puchesse                                | Sandillon                         | Notice no IA00013572 | XVIIe siècle-XIXe siècle, privé, habitation                                                                      |                             |              |
|                                               | Château de Puiseaux                                | La Chapelle-sur-Aveyron, Montbouy | Notice no IA00124252 | XVIIIe siècle, privé                                                                                             |                             |              |
|                                               | Château de Pully                                   | Lailly-en-Val                     | Notice no IA45000079 | XIXe siècle, détruit                                                                                             |                             |              |
|                                               | Château du Puy                                     | Faverelles                        | | privé, habitation                                                                                                |                             |              |
| Classicisme, classique                        | Château de la Quetonnière                          | Olivet                            | | XIXe siècle | 47° 52′ 02″ N, 1° 53′ 03″ E |              |
|                                               | Château de La Queuvre                              | Férolles                          | Inscrit MH (1931) · Notice no PA00098771 · Notice no IA00013485 | XVe siècle, privé, habitation                                                                                    | 47° 49′ 43″ N, 2° 09′ 05″ E |              |
|                                               | Château de la Renardière                           | Ardon                             | Notice no IA00013032 | XIXe siècle, privé, habitation                                                                                   | 47° 46′ 25″ N, 1° 52′ 39″ E |              |
|                                               | Château de Reyville                                | Saint-Cyr-en-Val                  | | privé, habitation                                                                                                |                             |              |
|                                               | Château de Rilly                                   | Vrigny                            | Notice no IA45000373 | détruit |                             |              |
|                                               | Château de la Rivière                              | Châtenoy                          | Inscrit MH (1961) · Notice no PA00098743 | XVIe siècle, privé                                                                                               |                             |              |
|                                               | Château de la Rivière                              | Sainte-Geneviève-des-Bois         | Notice no IA00124294 | XVIIIe siècle, privé                                                                                             |                             |              |
|                                               | Château de Rochefort                               | Barville-en-Gâtinais              | Notice no IA00013658 | XIIe siècle, privé, habitation                                                                                   |                             |              |
|                                               | Château de Rocheplatte                             | Aulnay-la-Rivière                 | Classé MH (1973) · Inscrit MH (1973) · Notice no PA00098681 | privé |                             |              |
|                                               | Château de la Rochette                             | Pithiviers                        | Notice no IA45000249 | XVIIe siècle, privé, habitation                                                                                  |                             |              |
|                                               | Château du Rondon                                  | Olivet                            | Inscrit MH (1964) · Notice no PA00098834 | XVIIe siècle, privé                                                                                              |                             |              |
|                                               | Château de la Rousselière                          | Ardon                             | Notice no IA00013034 | XIXe siècle, privé, habitation                                                                                   | 47° 45′ 52″ N, 1° 53′ 07″ E |              |
|                                               | Château de Rouville                                | Le Malesherbois                   | Inscrit MH (2001) · Notice no PA45000018 | XVe siècle, privé                                                                                                | 48° 18′ 16″ N, 2° 24′ 42″ E |              |
|                                               | Château du Ruth                                    | La Ferté-Saint-Aubin              | Notice no IA00013075 | XIXe siècle, privé                                                                                               | 47° 41′ 07″ N, 1° 57′ 17″ E |              |
|                                               | Château de Saint-Aignan                            | Saint-Denis-de-l'Hôtel            | | | 47° 52′ 31″ N, 2° 06′ 13″ E |              |
|                                               | Château de Saint-Brisson                           | Saint-Brisson-sur-Loire           | Classé MH (1973) · Inscrit MH (1973) · Notice no PA00098681 | XIVe siècle, visite                                                                                              | 47° 39′ 00″ N, 2° 40′ 56″ E |              |
| Classicisme, classique                        | Château de Saint-Michel                            | Saint-Michel                      | Inscrit MH (1989) · Notice no PA00099017 · Notice no IA00013824 | XVe et XVIe siècles, XIXe siècle                                                                                 | 48° 04′ 10″ N, 2° 22′ 32″ E |              |
|                                               | Château de Sainte-Claire                           | Isdes                             | Notice no IA00013318 | XIXe siècle, privé                                                                                               |                             |              |
|                                               | Château de la Salle                                | Mareau-aux-Bois                   | Notice no IA45000375 | XVIIe siècle, vestiges                                                                                           |                             |              |
|                                               | Château de La Selle-sur-Bied                       | La Selle-sur-le-Bied              | Inscrit MH (1963) · Notice no PA00099019 | XVIIe siècle, privé                                                                                              |                             |              |
|                                               | Château des seigneurs du canal                     | Briare                            | Notice no IA45000043 | XVIIe siècle, public, hôtel de ville                                                                             |                             |              |
|                                               | Château de Solaire                                 | Bonnée                            | | |                             |              |
|                                               | Château de Solvin                                  | Dadonville                        | Notice no IA45000379 | XIXe siècle, privé                                                                                               |                             |              |
|                                               | Château de la Source                               | Orléans                           | | ville d'Orléans, Présidence de l'Université d'Orléans                                                            | 47° 51′ 02″ N, 1° 56′ 02″ E |              |
|                                               | Château de la Source du Rollin                     | La Chapelle-Saint-Mesmin          | | XVe siècle-XIXe siècle, privé, Hôtel                                                                             | 47° 52′ 24″ N, 1° 48′ 40″ E |              |
| Château fort                                  | Château de Sully-sur-Loire                         | Sully-sur-Loire                   | Classé MH (1928) · Inscrit MH (1944) · Notice no PA00099024 · Notice no IA00013383                                                                                        | XIVe siècle, Conseil départemental du Loiret, visites                                                            | 47° 46′ 04″ N, 2° 22′ 31″ E |              |
|                                               | Château de la Tisonnière                           | Jargeau                           | Notice no IA00013533 | privé, habitation                                                                                                | 47° 50′ 29″ N, 2° 08′ 27″ E |              |
|                                               | Château de la Touanne                              | Baccon                            | Inscrit MH (1970) · Notice no PA00098685 | XVIIe siècle, privé, chambres d'hôtes                                                                            | 47° 52′ 18″ N, 1° 39′ 06″ E |              |
|                                               | Château des Tourelles                              | La Chapelle-Saint-Mesmin          | | XIXe siècle, privé, habitation                                                                                   | 47° 53′ 19″ N, 1° 50′ 39″ E |              |
|                                               | Château des Tourelles                              | Marcilly-en-Villette              | Notice no IA00013149 | XIXe siècle, privé                                                                                               | 47° 46′ 00″ N, 1° 58′ 11″ E |              |
|                                               | Château de Trétinville                             | Guigneville                       | Notice no IA45000385 | XVIIIe siècle, privé                                                                                             |                             |              |
|                                               | Château de Trousse-Barrière                        | Briare                            | | XIXe siècle, ville de Briare, Lieu d'exposition et habitation d'artistes                                         | 47° 38′ 38″ N, 2° 44′ 11″ E |              |
|                                               | Château de la Turpinière                           | Sennely                           | Inscrit MH (1989) · Notice no PA00099043 · Notice no IA00013202 | XVIIe siècle, privé                                                                                              | 47° 42′ 48″ N, 2° 06′ 10″ E |              |
|                                               | Château de La Valette                              | Pressigny-les-Pins                | Notice no IA00124282 | XVIIIe siècle, privé, maison de retraite                                                                         | 47° 52′ 56″ N, 2° 45′ 04″ E |              |
|                                               | Château de Vaux                                    | Vitry-aux-Loges                   | | XVe siècle, privé, habitation                                                                                    |                             |              |
|                                               | Château de Vieux-Maisons                           | Ligny-le-Ribault                  | Notice no IA00013105 | XIXe siècle, privé                                                                                               |                             |              |
|                                               | Château de Viéville                                | Saint-Cyr-en-Val                  | | |                             |              |
|                                               | Château de Vignelle                                | Jouy-le-Potier                    | Notice no IA00013265 | XIXe siècle |                             |              |
|                                               | Château de Villaine                                | La Ferté-Saint-Aubin              | Notice no IA00013080 | XIXe siècle, privé                                                                                               |                             |              |
|                                               | Château de Villecante                              | Dry                               | Notice no IA00013246 | XIXe siècle, privé                                                                                               |                             |              |
|                                               | Château de Villefallier                            | Jouy-le-Potier                    | Notice no IA00013266 | XIXe siècle, privé                                                                                               |                             |              |
|                                               | Château de Villette                                | Ménestreau-en-Villette            | Notice no IA00013182 | XIXe siècle, privé                                                                                               |                             |              |
|                                               | Château de Villiers                                | Ardon                             | Notice no IA00013036 | XIXe siècle, privé, habitation                                                                                   | 47° 47′ 50″ N, 1° 53′ 24″ E |              |
|                                               | Château de Villiers                                | Ménestreau-en-Villette            | Notice no IA00013183 | XIXe siècle, privé                                                                                               |                             |              |
|                                               | Château de la Violière                             | Vienne-en-Val                     | Notice no IA00013631 | XIXe siècle, privé                                                                                               |                             |              |
| Ruine ou disparu                              | Château d'Yèvre-le-Châtel                          | Yèvre-la-Ville                    | Classé MH (1862) · Notice no PA00099039 | XIIIe siècle, Commune d'Yèvre-la-Ville, ruines, visite                                                           |                             |              |